# 우크라이나어
우크라이나어(우크라이나어: українська мова)는 우크라이나의 공용어이자 우크라이나 및 기타 지역에서 사용된다. 러시아어 등과 함께 인도유럽어족 슬라브어파 동슬라브어군에 속하며, 키릴 문자로 표기된다.
인도 유럽어족에 속하는 슬라브어파는 이란어파, 아르메니아어파, 알바니아어파, 발트어파 등과 함께 사템어군에 속한다. 이 중 발트어파와 슬라브어파는 언어적으로 다양한 면에서 유사한 점을 가지고 있다. 13세기까지 동슬라브어은 구분되지 않았으며 방언으로서의 차이만 있는 비교적 단일 언어에 가까웠다. 1056년에서 1057년 사이에 제작된 현전하는 가장 오래된 문헌인 오스트르미르 복음서는 동슬라브어의 특징들을 보여준다. 교회어는 점차 문자어로 널리 사용되었으며, 12세기부터는 법령, 공문서. 증명서 등 세속적인 목적에서도 사용되었다.
우크라이나어 및 벨라루스어가 러시아어와 각기 다른 형태로 발전한 것은 14세기경으로 추정되며 동슬라브어의 언어적 통일성은 우크라이나와 벨라루스가 리투아니아에 귀속된 14세기부터 와해되었으나, 16-17세기 사이까지는 우크라이나어 및 벨라루스어는 서로 구분되지 않았다. 상용어로서의 우크라이나어와 벨라루스어가 교회 슬라브어와 함께 문학어로도 사용된 것은 16세기에서 17세기이다. 현재의 러시아 지역에서는 1720년 교회 문헌 상에서 교회 슬라브어로부터 파생된 러시아 문학어만 사용하라는 명령이 내려오는 등 18세기부터 문학어로서 우크라이나어-벨라루스어가 사용되지 않기 시작하였다. 러시아가 리투아니아 영토를 귀속한 18세기 후반에는 예카테리나 2세가 상용어에서도 우크라이나어-벨라루스어가 아닌 러시아어만 사용할 것을 명령하였다.

## 문자
키릴 문자를 바탕으로 한 우크라이나어 키릴 문자를 사용한다.
| А а | Б б | В в | Г г | Ґ ґ | Д д | Е е | Є є | Ж ж | З з | И и |
| І і | Ї ї | Й й | К к | Л л | М м | Н н | О о | П п | Р р | С с |
| Т т | У у | Ф ф | Х х | Ц ц | Ч ч | Ш ш | Щ щ | Ь ь | Ю ю | Я я |

| 국가              | 사용 인구  |
| ----------------- | ---------- |
| 우크라이나        | 31,058,000 |
| 러시아 (시베리아) | 4,363,000  |
| 카자흐스탄        | 898,000    |
| 미국              | 844,026    |
| 몰도바            | 600,000    |
| 헝가리            | 300,000    |
| 벨라루스          | 291,000    |
| 캐나다            | 174,830    |
| 우즈베키스탄      | 153,000    |
| 폴란드            | 150,000    |
| 키르기스스탄      | 109,000    |
| 슬로바키아        | 100,000    |
| 라트비아          | 78,000     |
| 루마니아          | 57,593     |
| 조지아            | 52,000     |
| 리투아니아        | 45,000     |
| 타지키스탄        | 41,000     |
| 투르크메니스탄    | 37,118     |
| 아제르바이잔      | 32,000     |
| 파라과이          | 26,000     |
| 에스토니아        | 21,320     |
| 아르메니아        | 8,000      |
| 세르비아          | 2,955      |

## 음운

### 자음
|        | 양순음 | 양순음 | 순치음 | 순치음 | 치음과 치경음 | 치음과 치경음 | 권설음과 치경구개음 | 권설음과 치경구개음 | 경구개음 | 연구개음 | 연구개음 |
| 파열음 | p      | b      |        |        | t tʲ          | d dʲ          |                     |                     |          | k        |          |
| 파찰음 |        |        |        |        | ʦ ʦʲ          | ʣ ʣʲ          | ʈʂ                  | ɖʐ                  |          |          |          |
| 마찰음 |        |        | f      | v      | s sʲ          | z zʲ          | ʂ                   | ʐ                   |          | x        | ɣ        |
| 비음   | m      | m      |        |        | n nʲ          | n nʲ          |                     |                     |          |          |          |
| 전동음 |        |        |        |        | r rʲ          | r rʲ          |                     |                     |          |          |          |
| 접근음 |        |        |        |        | ɫ lʲ          | ɫ lʲ          |                     |                     | j        |          |          |

일반적인 키릴 문자로 Г인 /g/가 /x/나 /ɣ/으로 마찰음화 되어 발음되는데, 이는 체코어, 슬로바키아어, 고지 소르비아어, 벨라루스어, 남부 러시아어, 슬로베니아 일부 방언에서도 발생한다.

## 문법
우크라이나어는 총 7개의 격을 가지며, 각각 주격, 생격, 여격, 대격, 조격, 전치격, 호격이 있다. 또한 다른 유럽어들과 같이 명사는 성을 가지며, 남성, 여성, 중성 총 3개이다. 이뿐만 아니라, 명사들은 활동체인지 비활동체인지도 나뉜다.
불가리아어, 마케도니아어를 제외한 대부분의 현대 슬라브어와 마찬 가지로, 활성 남성 단수의 대격과 생격이 동일한 형태를 가지도록 변화하는 공통점을 가지고 있으며, 러시아어, 슬로베니아어, 슬로바키아어, 벨라루스어와는 달리 호격이 남아있다.

## 같이 보기
- 우크라이나의 언어

## 참고 문헌
- 최승진 (2012). “현대 우크라이나어의 정체(正體)와 혼돈(混沌)”. 《동유럽발칸연구》 (한국외국어대학교 출판부) 31: 29-51.
- George Shevelov (1977년 6월). “On the Chronology of H and the New G in Ukrainian”. 《Harvard Ukrainian Studies》 (영어) 1 (2). JSTOR 40999942. (구독 필요).
- 김용화 (2011년 2월). “중세 동슬라브의 문학어 형성에 관한 연구”. 《러시아어문학연구논집》 (한국러시아문학회) 36: 283~307. (구독 필요).
- 정정원 (2021년 5월). “현대 슬라브어 복수대격 유형 비교”. 《언어와 언어학》 (한국외국어대학교 출판부) 92: 1-28. doi:10.20865/20219201.